# George Willis Ritchey

Esquema de un telescopio reflector Ritchey-Chretien

George Willis Ritchey (Tuppers Plains, Ohio, EE. UU., 31 de diciembre de 1864 – 4 de noviembre de 1945) fue un óptico, constructor de telescopios y astrónomo estadounidense, conocido por haber inventado el telescopio Ritchey-Chrétien, junto con Henri Chrétien. 

## Semblanza
Ritchey trabajó en el Observatorio Monte Wilson teniendo un papel destacado en el diseño de las monturas y en la fabricación de los espejos de 60" y 100". 
En 1908, cuando el telescopio de 60" entró en funcionamiento, Ritchey obtuvo fotografías de nebulosas espirales y de otros tipos que superaban en calidad y definición las obtenidas hasta entonces, lo que le llevó a convencerse de que las nebulosas espirales se correspondían a sistemas como la Vía Láctea (en aquel entonces no se sabía que las nebulosas espirales eran realmente galaxias semejantes a la Vía Láctea y que se encontraban fuera de ella). Sus estudios le permitieron obtener distancias a las galaxias más brillantes que no se diferenciaban mucho de las que se aceptan hoy en día. El descubrimiento de una nova en una placa de la galaxia de Andrómeda le llevó a realizar una serie de fotografías tomadas mes a mes, descubriendo que dichas novas ocurrían con una frecuencia similar a la observada en la Vía Láctea. Esto suponía un dato más a favor de la idea de que las nebulosas espirales en realidad eran galaxias como la Vía Láctea y no estructuras pertenecientes a ella.

## Eponimia
- El cráter lunar Ritchey lleva este nombre en su memoria.[2]
- El cráter marciano Ritchey también conmemora su nombre.[3]

## Fuente
- MNRAS 107 (1947) 36 (inglés)